# Helictopleurus semicupreus
Helictopleurus semicupreus là một loài bọ cánh cứng trong họ Bọ hung (Scarabaeidae).